# Эллипс искажения

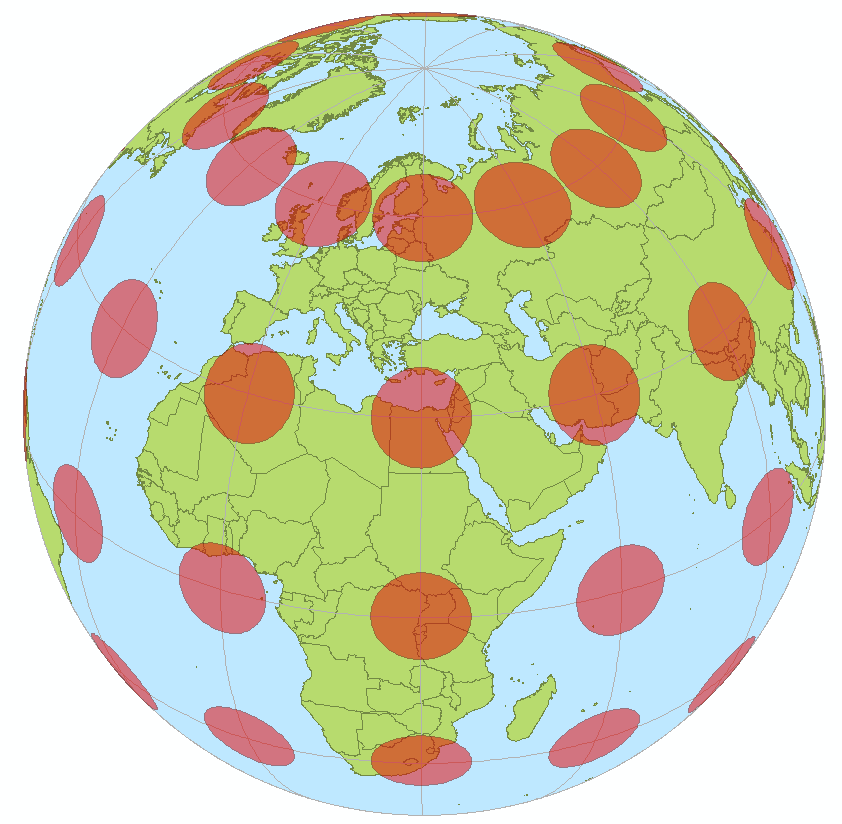
Равные круги, нанесённые на глобус

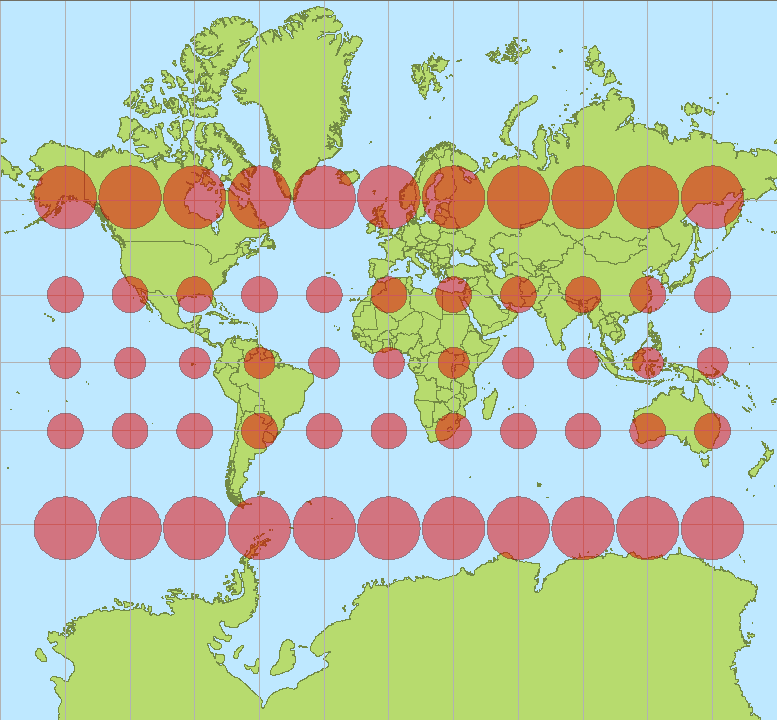
Индикатриса Тиссо для проекции Меркатора

Эллипс искажения (также индикатриса Тиссо́) — бесконечно малый эллипс в каждой точке на карте, являющийся изображением бесконечно малой окружности на поверхности, с помощью которого производится обобщённая характеристика искажений картографических проекций.
В точке нулевых искажений эллипс превращается в окружность.
Изменение формы эллипса отражает степень искажения углов и расстояний, а размера — степень искажения площадей.
Предложен французским картографом Николя Тиссо в середине XIX века.